# Bataille du cap Nord
Seconde Guerre mondiale
Batailles
Bataille de l'Atlantique
- Bataille des Caraïbes
- Blocus allié de l'Allemagne
- Guerre météorologique
- Bataille du Rio de la Plata
- Opération Berlin
- Bataille du détroit de Danemark
- Opération Neuland
- Torpedo Alley
- Opération Paukenschlag
- Opération Postmaster
- Opération Cerberus
- Opération Biting
- Opération Chariot
- Bataille du Saint-Laurent
- Opération Frankton
- Bataille de la mer de Barents
- Mai Noir
- Bataille du cap Nord
- Opération Stonewall
- Opération Teardrop

Front d'Europe de l'ouest

Front d'Europe de l'est

Campagnes d'Afrique, du Moyen-Orient et de Méditerranée

Guerre du Pacifique

Guerre sino-japonaise

Théâtre américain
La bataille du cap Nord est une bataille navale de la Seconde Guerre mondiale qui se déroula le 26 décembre 1943 au large du cap Nord, à l'extrémité septentrionale des côtes norvégiennes dans l'océan Arctique, et qui vit la destruction du croiseur de bataille allemand Scharnhorst. Plusieurs destroyers britanniques participèrent à la bataille, de même que le destroyer HNoMS Stord de la Marine royale norvégienne, qui participait à la résistance contre l'occupant nazi et le gouvernement collaborateur norvégien de Vidkun Quisling.

## Contexte
L'Armée rouge était en attente de matériel pour contrer l’offensive allemande contre l’Union soviétique initiée dès 1941. L'Allemagne venait de perdre la bataille de l'Atlantique à la suite de la mise en service par les Alliés des technologies du RADAR et de l'ASDIC. Mais l’Allemagne avait très tôt occupé la Norvège désirant notamment s’assurer le contrôle des mines de fer et de cuivre et de l’eau lourde, mais aussi de cette large façade maritime qui était pressentie être un lieu de débarquement possible des Alliés. Tout le nord du pays, le Finnmark, avait été décrété zone militaire et l’essentiel de sa population civile évacué.

## Les convois de Mourmansk
Les alliés s’attachèrent à faire parvenir à l’Union soviétique d’importants tonnages de matériel militaire, à travers le programme Lend-Lease pour les États-Unis, par des convois de l'Arctique à destination des ports de Mourmansk et Arkhangelsk sur la mer Blanche. Le dispositif allemand comprenait des navires de guerre, dont des U-Boots, ainsi que de l’aviation, tous basés en Norvège. Sur l’ensemble de la guerre, 40 convois furent envoyés, totalisant 792 cargos, les pertes se montèrent à 7,5 %. Alta et son fjord, l’Altafjord, étaient des ports d'attache ou d'escale pour les navires allemands.

## L’Altafjorden
Le Tirpitz, l’un des fleurons de la marine allemande, avait été torpillé et sévèrement endommagé. Il mouillait dorénavant dans le Kåfjord, un des bras de l'Altafjord dans le nord de la Norvège. Le Scharnhorst mouillait lui — également protégé par des filets sous-marins — dans le Langfjord, un autre bras de Altafjord. Il disposait d’un équipage de 1 900 hommes, de neuf canons de  280 mm et de douze autres de  150 mm, ainsi que de torpilles et de canons anti-aériens. Sa vitesse maximale de 32 nœuds devait lui permettre d’échapper au navire britannique HMS Duke of York, mieux armé mais plus lent.

## Le déroulement de la bataille
| Cap Nord |

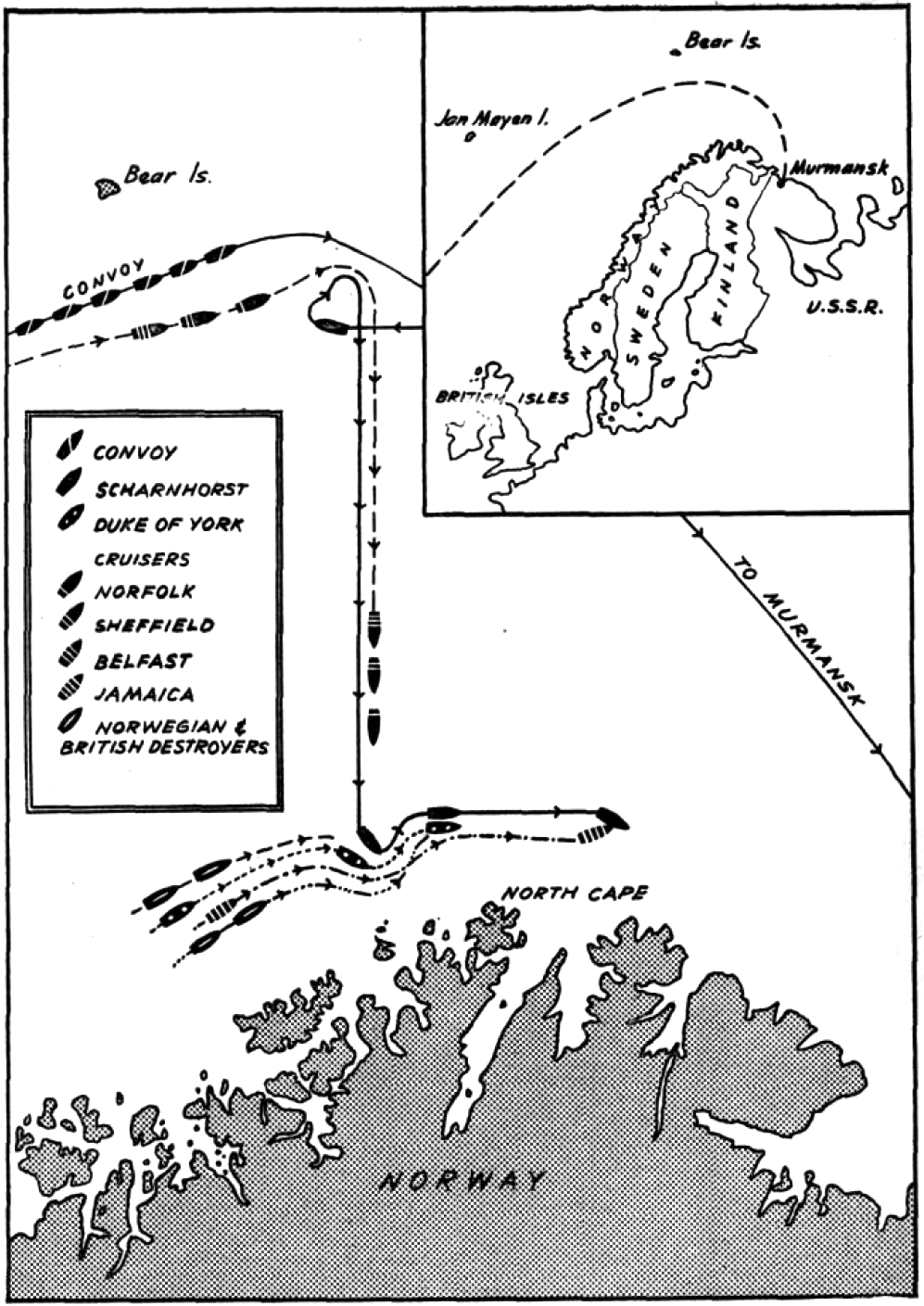

- 23 décembre : le Convoi JW 55B est faiblement escorté. Partis de Highland (council area) en Écosse, les navires britanniques Duke of York, Jamaica et trois autres destroyers, ainsi que le destroyer norvégien Stord, font route vers le convoi « vacances de Noël ».
- 25 décembre : l'amiral allemand Karl Dönitz ordonne l’attaque du convoi. Le Scharnhorst et huit U-Boote quittent les côtes norvégiennes. Le télégraphiste Torstein Råbi, qui est en contact avec un réseau d’informateurs, envoie un message codé à ses relais britanniques : « La grand-mère vient de prendre ses vacances de Noël. » Le convoi RA55, de retour de Mourmansk se trouve désormais en sécurité. Ses navires escorteurs, Norfolk, Belfast et Sheffield, rejoignent le convoi JW-55B. Depuis peu capables de décoder les messages d'Enigma de la Kriegsmarine, les Britanniques interceptent les communications allemandes.
- 26 décembre : les conditions météorologiques sont mauvaises avec des creux de 8 à 10 mètres ; c’est la nuit polaire. L’aviation allemande et les U-Boote sont prévenus de l'importance de l'escorte alliée mais semble-t-il pas le Scharnhorst. Les navires alliés sont informés de son appareillage.
  - 9 h 24 : une confrontation intervient entre les croiseurs Norfolk, Belfast et Sheffield et le Scharnhorst. Celui-ci prend la fuite prévoyant d’attaquer de nouveau mais un tir particulièrement chanceux du HMS Norfolk détruit le radar de conduite de tir du Scharnhorst, ce qui est catastrophique dans les conditions météo régnantes et la nuit polaire, car le pointage optique avec un télémètre de secours est beaucoup plus difficile vu les circonstances[1].
  - 11 h 00 : nouvelle attaque des destroyers alliés contre le navire allemand. Pendant ce temps, le Duke of York tente de rejoindre le convoi dans les plus brefs délais.
  - 12 h 30 : Nouvel engagement avec les trois croiseurs. Le Norfolk est endommagé et le Scharnhorst disparaît derrière un écran de fumigènes pour retourner plein sud vers Alta. Les trois croiseurs le talonnent. Aidé par son radar, le Duke of York prévoit une interception vers 17 h 15.
  - 13 h 43 : cinq destroyers allemands à la recherche de convois reçoivent l’ordre de se diriger également vers Alta.
  - 16 h 37 : les quatre destroyers alliés interceptent le Scharnhorst à proximité des côtes, et se mettent en position autour de lui ; illuminé, son équipage est inconscient du danger imminent.
  - 16 h 50 : le navire allemand est attaqué. Une heure plus tard, il réduit sa vitesse après avoir été touché au niveau de sa salle des machines.
  - 18 h 49 : les destroyers Stord et Scorpion sont sous le feu du Scharnhorst, et s’éloignent, après avoir lancé leurs torpilles.
  - 18 h 55 : les destroyers Savage et Saumarez envoient leurs torpilles sur l’autre flanc et endommagent davantage le navire allemand.
  - 19 h 00 : le Scharnhorst est pris sous un feu croisé et est touché à diverses reprises.
  - 19 h 45 : le Scharnhorst sombre, entraînant la mort de son équipage de 1 900 personnes. Trente-six marins allemands sont sauvés.

À son retour de Mourmansk, le Duke of York, qui a tiré un total de 52 bordées dont 31 encadrantes et 16 tombant à moins de 200 mètres, dépose une couronne et les honneurs sont rendus à l’équipage ennemi, en langue allemande.